# Pidna
Pidna (en griego, Πύδνα; en latín, Pydna) fue una ciudad de la costa de Pieria en el golfo Termaico.
Aparece en el siglo V a. C. en posesión de Alejandro I de Macedonia (498–458 a. C.), si bien la ciudad, que era un establecimiento griego, conservaba la autonomía. Los atenienses, en 432 a. C. asediaron Pidna pero, debido a la necesidad de sumar fuerzas para el asedio de Potidea, llegaron a un acuerdo con Pérdicas II de Macedonia, hijo de Alejandro I, y se retiraron de Macedonia. Se cree que la facción promacedonia estaba en el gobierno y la facción proateniense había reclamado la ayuda de Atenas.
En 410 a. C. se rebeló contra el rey Arquelao I de Macedonia, hijo de Pérdicas II, que recibió ayuda del comandante ateniense Teramenes para asediar la ciudad. Los macedonios la recuperaron, pero la ayuda de Atenas no fue necesaria. El rey macedonio evacuó a los habitantes y ordenó reconstruir la ciudad a veinte estadios de la costa (en la costa estaba el puerto controlado también por los macedonios); la nueva ciudad se consideró independiente hasta que fue conquistada por el comandante ateniense Timoteo durante la crisis de sucesión de Macedonia sobre el 360 a. C. Filipo II de Macedonia, una vez en el poder, recuperó Pidna en 357 a. C.
A la muerte de Alejandro Magno, se refugiaron en Pidna su madre Olimpia, su viuda Roxana, su hijo Alejandro IV y su hermana Tesalónica y por ello la ciudad fue asediada por Casandro. Allí Olimpia fue asesinada.
La ciudad permaneció en manos del Reino de Macedonia y siguió su historia.
En 169 a. C. Perseo de Macedonia se retiró de Díon ante el cónsul romano Q. Marcius Philippus, y fue a Pidna. El 22 de junio de 168 a. C. se libró la batalla de Pidna que puso fin a la monarquía macedonia.